# Мала Андрусівка
Мала Андрусівка (до ХХ ст. Андрусівка) — колишнє село Новогеоргіївського району Кіровоградської області. На початку 1960-х років затоплене водами Кременчуцького водосховища.
У ХІХ ст. село входило до Подорожненської волості у складі Чигиринського повіту Київської губернії.
Станом на 1946 рік, до Малоандрусівської сільської ради Новогеоргіївського району також входив хутір Цимбалова. 